# Llista de cascades del Japó
Les Cent cascades del Japó (日本の滝百選, Nihon no taki hyakusen) és una llista de cascades al Japó realitzada pel Ministeri de Medi Ambient japonès el 1990.

## Antecedents
Segons el govern japonès, hi ha 517 cascades amb nom al Japó. Moltes d'aquestes cascades es troben en llocs remots de muntanya, però amb un augment de la pràctica del senderisme i el turisme en els darrers anys, el nombre de visitants ha augmentat considerablement, fet que suposa una gran pressió sobre el medi ambient.

## Llistat
| #   | Imatge         | Nom                                                                                            | Prefectura              | Ciutat o poble     |
| --- | -------------- | ---------------------------------------------------------------------------------------------- | ----------------------- | ------------------ |
| 1   |                | Cascades Hagoromo (羽衣の滝, Hagoromo-no-taki)                                                 | Hokkaidō                | Higashikawa        |
| 2   |                | Cascades Inkura (インクラの滝, Inkura-no-taki)                                                 | Hokkaidō                | Shiraoi            |
| 3   |                | Cascades Garō ("飛竜"賀老の滝, ”Hiryū“ Garō-no-taki)                                           | Hokkaidō                | Shimamaki          |
| 4   |                | Cascades Ryūsei-Ginga (流星・銀河の滝, Ryūsei-Ginga-no-taki)                                   | Hokkaidō                | Kamikawa           |
| 5   |                | Cascades Ashiribetsu (アシリベツの滝, Ashiribetsu-no-taki)                                     | Hokkaidō                | Minami-ku, Sapporo |
| 6   |                | Cascades Oshinkoshin (オシンコシンの滝, Oshinkoshin-no-taki)                                   | Hokkaidō                | Shari              |
| 7   |                | Cascades Kurokuma (くろくまの滝, Kurokuma-no-taki)                                             | Prefectura d'Aomori     | Ajigasawa          |
| 8   |                | Cascades Matsumi (松見の滝, Matsumi-no-taki)                                                   | Prefectura d'Aomori     | Towada             |
| 9   |                | Cascades Fudō (不動の滝, Fudō-no-taki)                                                         | Prefectura d'Iwate      | Hachimantai        |
| 10  |                | Cascades Akiu Great (秋保大滝, Akiu-Ōtaki)                                                     | Prefectura de Miyagi    | Taihaku-ku, Sendai |
| 11  |                | Cascades Sankai (三階の滝, Sankai-no-taki)                                                     | Prefectura de Miyagi    | Zao                |
| 12  |                | Cascades Nanataki (七滝, Nanataki)                                                             | Prefectura d'Akita      | Kosaka             |
| 13  |                | Cascades Chagama (茶釜の滝, Chagama-no-taki)                                                   | Prefectura d'Akita      | Kazuno             |
| 14  |                | Cascades Hottai (法体の滝, Hottai-no-taki)                                                     | Prefectura d'Akita      | Yurihonjō          |
| 15  | 15. Yasu Falls | Cascades Yasu (安の滝, Yasu-no-taki)                                                           | Prefectura d'Akita      | Kitaakita          |
| 16  |                | Cascades Namekawa Great (滑川の大滝, Namekawa-no-Ōtaki)                                        | Prefectura de Yamagata  | Yonezawa           |
| 17  |                | Cascades Shiraito (白糸の滝, Shiraito-no-taki)                                                 | Prefectura de Yamagata  | Tozawa             |
| 18  |                | Cascades Nanatsu (七ツ滝, Nanatsu-taki)                                                        | Prefectura de Yamagata  | Tsuruoka           |
| 19  |                | Cascades Otsuji (乙字ケ滝, Otsuji-ga-taki)                                                     | Prefectura de Fukushima | Sukagawa           |
| 20  |                | Cascades Sanjō (三条の滝, Sanjō-no-taki)                                                       | Prefectura de Fukushima | Hinoemata          |
| 21  |                | Cascades Chōshi (銚子ケ滝, Chōshi-ga-taki)                                                     | Prefectura de Fukushima | Kōriyama           |
| 22  |                | Cascades Fukuroda (袋田の滝, Fukuroda-no-taki)                                                 | Prefectura d'Ibaraki    | Daigo              |
| 23  |                | Cascades Kegon (華厳滝, Kegon-no-taki)                                                         | Prefectura de Tochigi   | Nikkō              |
| 24  |                | Cascades Kirifuri (霧降の滝, Kirifuri-no-taki)                                                 | Prefectura de Tochigi   | Nikkō              |
| 25  |                | Cascades Fukiware (吹割の滝, Fukiware-no-taki)                                                 | Prefectura de Gunma     | Namata             |
| 26  |                | Cascades Jōfu (常布の滝, Jōfu-no-taki)                                                         | Prefectura de Gunma     | Kusatsu            |
| 27  |                | Cascades Tanashita no Fudō (棚下の不動滝, Tanashita-no-Fudō-no-taki)                           | Prefectura de Gunma     | Shibukawa          |
| 28  |                | Cascades Marugami (丸神の滝, Marugami-no-taki)                                                 | Prefectura de Saitama   | Ogano              |
| 29  |                | Cascades Hossawa (払沢の滝, Hossawa-no-taki)                                                   | Tòquio                  | Hinohara           |
| 30  |                | Cascades Hayato Great (早戸大滝, Hayato Ōtaki)                                                 | Prefectura de Kanagawa  | Sagamihara         |
| 31  |                | Cascades Shasui (洒水の滝, Shasui-no-taki)                                                     | Prefectura de Kanagawa  | Yamakita           |
| 32  |                | Cascades Nanatsugamagodan (七ツ釜五段の滝, Nanatsugamagodan-no-taki)                           | Prefectura de Yamanashi | Yamanashi          |
| 33  |                | Cascades Kitashōji (北精進ケ滝, Kitashōji-ga-taki)                                             | Prefectura de Yamanashi | Hokuto             |
| 34  |                | Cascades Senga (仙娥滝, Senga-taki)                                                            | Prefectura de Yamanashi | Kōfu               |
| 35  |                | Cascades Suzu (鈴ヶ滝, Suzu-ka-taki)                                                           | Prefectura de Niigata   | Murakami           |
| 36  |                | Cascades Naena (苗名滝, Naena-taki)                                                            | Prefectura de Niigata   | Myōkō              |
| 37  |                | Cascades Sōtaki (惣滝, Sō-taki)                                                                | Prefectura de Niigata   | Myōkō              |
| 38  |                | Cascades Shōmyō (称名滝, Shōmyō-daki)                                                          | Prefectura de Toyama    | Tateyama           |
| 39  |                | Cascades Uba (姥ケ滝, Uba-ga-taki)                                                             | Prefectura d'Ishikawa   | Hakusan            |
| 40  |                | Cascades Ryūsō (龍双ケ滝, Ryūsō-ga-taki)                                                       | Prefectura de Fukui     | Ikeda              |
| 41  |                | Cascades Yonako Daibakufu (米子大瀑布, Yonako-daibakufu)                                       | Prefectura de Nagano    | Suzaka             |
| 42  |                | Cascades Sanbon (三本滝, Sanbon-daki)                                                          | Prefectura de Nagano    | Matsumoto          |
| 43  |                | Cascades Tadachi (田立の滝, Tadachi-no-taki)                                                   | Prefectura de Nagano    | Nagiso             |
| 44  |                | Cascades Neo Falls (根尾の滝, Neo-no-taki)                                                     | Prefectura de Gifu      | Gero               |
| 45  |                | Cascades Hirayu Great (平湯大滝, Hirayu Ōtaki)                                                 | Prefectura de Gifu      | Takayama           |
| 46  |                | Cascades Yōrō (養老の滝, Yōrō-no-taki)                                                         | Prefectura de Gifu      | Yōrō               |
| 47  |                | Cascades Amida (阿弥陀ケ滝, Amida-ga-taki)                                                     | Prefectura de Gifu      | Gujō               |
| 48  |                | Cascades Abe Great (安倍の大滝, Abe no Ōtaki)                                                  | Prefectura de Shizuoka  | Aoi-ku, Shizuoka   |
| 49  |                | Cascades Jōren (浄蓮の滝, Jōren-no-taki)                                                       | Prefectura de Shizuoka  | Itō                |
| 50  |                | Cascades Shiraito (白糸の滝, Shiraito-no-taki)＋Cascades Otodome (音止めの滝, Otodome-no-taki) | Prefectura de Shizuoka  | Fujinomiya         |
| 51  |                | Cascades Atera Set (阿寺の七滝, Atera-no-Nana-taki)                                            | Prefectura d'Aichi      | Shinshiro          |
| 52  |                | Cascades Nunobiki (布引の滝, Nunobi-no-taki)                                                   | Prefectura de Mie       | Kumano             |
| 53  |                | Cascades Akame Shijyūhachi (赤目四十八滝, Akame Shijyūhachi-taki)                              | Prefectura de Mie       | Nabari             |
| 54  |                | Cascades Nanatsugama (七ツ釜滝, Nanatsugama-taki)                                              | Prefectura de Mie       | Ōdai               |
| 55  |                | Cascades Yatsubuchi (八ツ淵の滝, Yatsubuchi-no-taki)                                           | Prefectura de Shiga     | Takashima          |
| 56  |                | Cascades Kanabiki (金引の滝, Kanabiki-no-taki)                                                 | Prefectura de Kyoto     | Miyazu             |
| 57  |                | Cascades Minoo (箕面滝, Minoo-no-taki)                                                         | Prefectura d'Osaka      | Minoh              |
| 58  |                | Cascades Harafudō (原不動滝, Harafudō-taki)                                                    | Prefectura de Hyōgo     | Hyōgo              |
| 59  |                | Cascades Saruo (猿尾滝, Saruo-daki)                                                            | Prefectura de Hyōgo     | Kami               |
| 60  |                | Cascades Tendaki (天滝, Tendaki)                                                               | Prefectura de Hyōgo     | Yabu               |
| 61  |                | Cascades Nunobiki (布引の滝, Nunobiki-no-taki)                                                 | Prefectura de Hyōgo     | Kobe               |
| 62  |                | Cascades Somon (双門の滝, Somon-no-taki)                                                       | Prefectura de Nara      | Tenkawa            |
| 63  |                | Cascades Fudōnanae (不動七重滝, Fudōnanae-no-taki)                                             | Prefectura de Nara      | Shimokitayama      |
| 64  |                | Cascades Sasa (笹の滝, Sasa-no-taki)                                                           | Prefectura de Nara      | Totsukawa          |
| 65  |                | Cascades Naka (中の滝, Naka-no-taki)                                                           | Prefectura de Nara      | Kamikitayama       |
| 66  |                | Cascades Nachi (那智滝, Nachi-no-taki)                                                         | Prefectura de Wakayama  | Nachikatsuura      |
| 67  |                | Cascades Kuwanoki (桑ノ木の滝, Kuwanoki-no-taki)                                               | Prefectura de Wakayama  | Shingū             |
| 68  |                | Cascades Haso (八草の滝, Haso-no-taki)                                                         | Prefectura de Wakayama  | Shirahama          |
| 69  |                | Cascades Daisen (大山滝, Daisen-taki)                                                          | Prefectura de Tottori   | Tōhaku             |
| 70  |                | Cascades Ame (雨滝, Amedaki)                                                                   | Prefectura de Tottori   | Tottori            |
| 71  |                | Cascades Dangyō (壇鏡の滝, Dangyō-no-taki)                                                     | Prefectura de Shimane   | Okinoshima         |
| 72  |                | Cascades Ryūzuyae (龍頭八重滝, Ryūzuyae-daki)                                                  | Prefectura de Shimane   | Unnan              |
| 73  |                | Cascades Kanba (神庭の滝, Kanba-no-taki)                                                       | Prefectura d'Okayama    | Maniwa             |
| 74  |                | Cascades Jōsei Falls (常清滝, Jōsei-daki)                                                      | Prefectura d'Hiroshima  | Miyoshi            |
| 75  |                | Cascades Jakuchikyō Goryū (寂地峡五竜の滝, Jakuchikyō Goryū-no-taki)                           | Prefectura de Yamaguchi | Iwakuni            |
| 76  |                | Cascades Ōgama (大釜の滝, Ōgama-no-taki)                                                       | Prefectura de Tokushima | Naka               |
| 77  |                | Cascades Todoroki Kujyūku (轟九十九滝, Todoroki kujyūku-taki)                                  | Prefectura de Tokushima | Kaiyō              |
| 78  |                | Cascades Amagoi (雨乞の滝, Amagoi-no-taki)                                                     | Prefectura de Tokushima | Kamiyama           |
| 79  |                | Cascades Yukiwa (雪輪の滝, Yukiwa-no-taki)                                                     | Prefectura d'Ehime      | Uwajima            |
| 80  |                | Cascades Goraikō (御来光の滝, Goraikō-no-taki)                                                 | Prefectura d'Ehime      | Kumakōgen          |
| 81  |                | Cascades Ryūō (龍王の滝, Ryūō-no-taki)                                                         | Prefectura de Kōchi     | Ōtoyo              |
| 82  |                | Cascades Todoro (轟の滝, Todoro-no-taki)                                                       | Prefectura de Kōchi     | Kami               |
| 83  |                | Cascades Ōtaru (大樽の滝, Ōtaru-no-taki)                                                       | Prefectura de Kōchi     | Ochi               |
| 84  |                | Cascades Kannon (観音の滝, Kannon-no-taki)                                                     | Prefectura de Saga      | Karatsu            |
| 85  |                | Cascades Mikaeri (見帰りの滝, Mikaeri-no-taki)                                                 | Prefectura de Saga      | Karatsu            |
| 86  |                | Cascades Yonjyūsanman (四十三万滝, Yonjyūsanman-taki)                                          | Prefectura de Kumamoto  | Kikuchi            |
| 87  |                | Cascades Sendantodoro (栴壇轟の滝, Sendantodoro-no-taki)                                       | Prefectura de Kumamoto  | Yatsushiro         |
| 88  |                | Cascades Sugaruga (数鹿流ヶ滝, Sugaruga-taki)                                                  | Prefectura de Kumamoto  | Minamiaso          |
| 89  |                | Cascades Kaname (鹿目の滝, Kaname-no-taki)                                                     | Prefectura de Kumamoto  | Hitoyoshi          |
| 90  |                | Cascades Higashishiiya (東椎屋の滝, Higashishiiya-no-taki)                                     | Prefectura d'Ōita       | Usa                |
| 91  |                | Cascades Harajiri (原尻の滝, Harajiri-no-taki)                                                 | Prefectura d'Ōita       | Bungo-ōno          |
| 92  |                | Cascades Shindō (震動の滝, Shindō-no-taki)                                                     | Prefectura d'Ōita       | Kokonoe            |
| 93  |                | Cascades Nishishiiya (西椎屋の滝, Nishishiiya-no-taki)                                         | Prefectura d'Ōita       | Kusu               |
| 94  |                | Cascades Sekinoo (関之尾滝, Sekinoo-no-taki)                                                   | Prefectura de Miyazaki  | Miyakonojō         |
| 95  |                | Cascades Yatogi (矢研の滝, Yatogi-no-taki)                                                     | Prefectura de Miyazaki  | Tsuno              |
| 96  |                | Cascades Mukabaki (むかばきの滝, Mukabaki-no-taki)                                             | Prefectura de Miyazaki  | Nobeoka            |
| 97  |                | Cascades Manai (真名井の滝, Manai-no-taki)                                                     | Prefectura de Miyazaki  | Takachiho          |
| 98  |                | Cascades Ryūmon (龍門滝, Ryūmon-daki)                                                          | Prefectura de Kagoshima | Kajiki             |
| 99  |                | Cascades Ōko (大川の滝, Ōko-no-taki)                                                           | Prefectura de Kagoshima | Yakushima          |
| 100 |                | Cascades Mariyudu (マリユドゥの滝, Mariyudu-no-taki)                                           | Prefectura d'Okinawa    | Taketomi           |